# یوژف فکته
یوژف فکته (مجاری: József Fekete; ۲۷ فوریهٔ ۱۹۲۳ – ۴ اوت ۱۹۸۷) ژیمناست هنری اهل مجارستان بود.
وی در مسابقات کشوری و بین‌المللی در مجموع برندهٔ ۱ مدال برنز شده‌است.